# Maestro di Sopetrán
Maestro di Sopetrán (XV secolo – XV secolo) è stato un pittore fiammingo, o spagnolo.

## Biografia

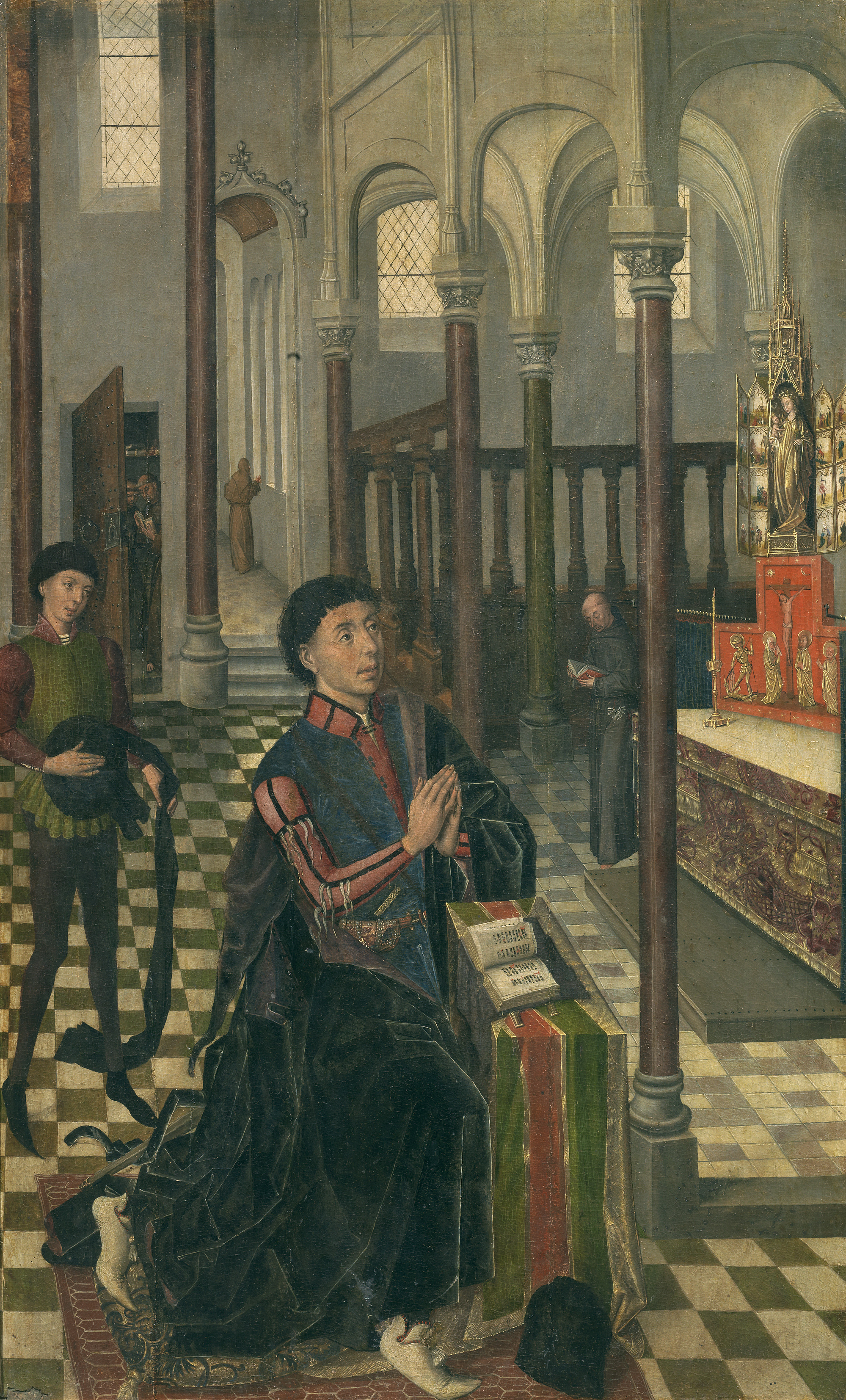
Il I duca dell'Infantado, tecnica mista su tavola, Museo del Prado, Madrid.

Con la denominazione di Maestro di Sopetrán si indica l'artista fiammingo o spagnolo anonimo autore delle opere in origine presso il monastero della Madonna di Sopetrán, nella provincia di Guadalajara, nel comune di Hita, che facevano parte di una pala d'altare dedicata alla Vergine, dono del marchese di Santillana al monastero; dal 1934 i dipinti furono trasferiti al Museo del Prado.
Il Maestro di Sopetrán succedette a Jorge Inglés come pittore di corte dei marchesi di Santillana.
Lo stile nordico e le caratteristiche del supporto in legno di queste opere ha fatto ritenere agli storici dell'arte a un artista fiammingo trasferitosi in Spagna, sebbene sia stata ipotizzata anche l'idea di un pittore spagnolo recatosi nelle Fiandre; infine è anche possibile che le tavole siano state importate.
Le tavole rappresentano da un lato l'Annunciazione e Il donatore in preghiera, il ritratto del donatore, il marchese di Santillana o il figlio, e dall'altro la Natività e La morte della Vergine;quest'ultima e l'opera più complessa, avente la raffigurazione della Vergine sul letto con attorno gli apostoli, oltre che dell'immagine di san Michele (o san Giorgio) che pesta il drago e di un angelo che tiene in mano l'anima della Vergine.
Le tavole di Sopetrán non costituiscono l'immagine principale e centrale della pala d'altare, ma sono scene secondarie di un probabile trittico.
Per quanto riguarda la datazione dell'opera, è probabilmente intorno al 1449, data compatibile con la vita del marchese di Santillana e con la sua morte avvenuta intorno al 1458.
Queste opere sono caratterizzate dalla grande qualità, sia per la buona conoscenza delle leggi prospettiche dimostrata dalla graduata spazialità della luce, sia per l'uso di tecniche raffinate di pittura e di cromatismo; c'è un disegno con una pennellata abbondante nelle figure e negli elementi di tutte le scene; i tratti del viso sono poco profondi e schematici e i contorni sono disegnati con pennellate lunghe e rettilinee, quasi geometriche in caso di curve, suggerendo, l'uso di un calco;la descrizione minuziosa dei particolari, sia nella loro naturalità oggettiva sia negli effetti decorativi, non condiziona la tessitura spaziale e il senso di immobilità narrativa e sentimentale.
L'opera del Maestro di Sopetrán si dimostra interessante come testimonianza dello sviluppo e della diffusione dell'arte fiamminga in Spagna.
Risulta evidente la conoscenza e l'influenza dei grandi maestri della pittura fiamminga, da Hugo van der Goes per la Morte della Vergine, a Jan van Eyck e Rogier van der Weyden per l'Annunciazione e la Natività.
L'analisi e il confronto con l'opera di quest'ultimo ha fatto ipotizzare agli storici dell'arte, tra i quali lo spagnolo José Gudiol Ricart, contatti stretti tra i due e una probabile collaborazione del Maestro di Sopetrán al Trittico della Crocifissione (Kunsthistorisches Museum), ultimato da Rogier van der Weyden nel 1459.
Del Maestro di Sopetrán è conservato anche un Cristo davanti a Pilato (Museo del Prado), stilisticamente e formalmente simile alla pala d'altare dedicata alla Vergine di Sopetrán.

## Opere principali
- Annunciazione, Museo del Prado;
- Il donatore in preghiera, Museo del Prado;
- Natività, Museo del Prado;
- La morte della Vergine, Museo del Prado;
- Cristo davanti a Pilato, Museo del Prado.